# Староалейская культура
Староалейская культура — археологическая культура раннего железного века в России, на правобережье Верхнего Приобья. Датируется VI—IV веками до н. э.

## История изучения
Название культура получила по памятнику Староалейка-II. Культура выделена М.П. Завитухиной и А.П. Уманским, названа "староалейской" Ю.Ф. Кирюшиным и А.Л. Кунгуровым.

## Распространение и особенности
В VI в. до н.э. носители скифо-сакских традиций окончательно вытеснили или ассимилировали в Верхнем Приобье представителей ирменской и большереченской культурных традиций. Так возникла старопалейская культура, которая распространилась вдоль Оби от устья Чарыша до Камня-на-Оби. На юге и востоке староалейцы соседствовали с быстрянской кульутрой, на севере - с представителями шелокомской (кижирской) культуры, на западе - с каменской культурой. Но при этом староалейская культура в наибольшей степени сохраняла отдельные элементы предшествовавшей большереченской общности. Население имело европеоидный облик с отдельными монголоидными чертами. В этническом плане староалейцы могли быть уграми или самодийцами.

### Жилища и хозяйство
Поселения занимали большие площади, доходящие до нескольких гектаров . Подавляющее количество поселений расположено на кромке надпойменных речных террас Оби и её притоков, в длину они могут достигать 1 км. Культурный слой на поселениях беден. Стационарные жилища почти не встречаются.
Староалейцы выбирали для поселений места, сочетавшие широкие остепненные участки на верхних террасах, широкие пойменные луга и участки леса. Это объясняется тем, что по причине большой увлажнённости территории и невозможности заниматься кочевым скотоводством, хозяйство носило комплексный характер. Основой его было скотоводство, в стаде преобладал крупный рогатый скот, меньше было лошадей и 10-15% овец. Скотоводство дополнялось рыбалкой, охотой, собирательством. Небольшую роль играло мотыжное земледелие.
Было распространено ткачество, обработка рога и кости. Орудий из камня встречается крайне мало в связи с отсутствием этого материала в Барнаульском Приобье. В связи с этим орудия из камня после поломки подвергались вторичной обработке и переиспользованию как молоточки, наковаленки, абраззивы.
Редкими являются находки из дерева, кожи, бересты.
Из металлических орудий в памятниках VI-V веков до н.э. преобладают бронзовые изделия. Железные изделия этого периода копируют бронзовые, например, на клинках железных ножей встречается нервюра (ребро жёсткости). На староалейских памятниках встречаются следы бронзолитейного производства, но нет доказательств производства железа.

### Керамика
Керамика представлена многочисленными сосудами баночной формы. В староалейских погребениях встречаются небольшие круглодонные чашки, грушевидные кувшинчики. Характерный орнамент староалейской керамики - один ряд "жемчужника" в сочетании с рядами ямочных вдавлений, насечек, реже ёлочки. На поселениях чаще всего встречают закрытые плоскодонные банки от 10 л. объёма до совсем миниатюрных.

### Похоронный обряд
Как и у предшествующей большереченской культуры, преобладают грунтовые могильники, в отличие от курганных захоронений скифо-сакского культурного круга. В отдельных случаях встречаются ровики вокруг погребений. Захоронения располагались рядами. Погреблаьные камеры - прямоугольные неглубокие ямы с вертикальными стенами. Внутри погребений - деревянная обкладка из одного ряда досок или брёвен. Очень редкими были бревенчатые перекрытия могил. Умерший лежит на спине, ориентирован головой на юго-запад, руки и ноги вытянуты. В мужских захоронениях встречается трупоположение в "позе всадника", также бывает, что руки мужчины лежат на предметах вооружения.
Погребения староалейцев не показывают серьёзного имущественного расслоения в обществе. Погребальный инвентарь строго зависел от пола и возраста похороненного.
В погребениях мальчиков и молодых мужчин встречаются астрагалы, которые использовались в играх или в качестве амулетов. Женский набор включает в себя украшения, пряслица, курильницу и зеркало.
В погребениях взрослых мужчин встречается вооружение, детали поясных наборов. И в женских и в мужских погребениях встречаются ножи, чаще всего из бронзы, но также и железные.

### Политическая ситуация
Отсутствие в погребениях староалейской культуры богатого инвентаря и золотых изделий говорит о подчинённом положении староалейского общество, которое оказалось под властью соседней каменской культуры. В IV - III вв до н.э. каменцы окончательно ассимилировали староалейскую культуру.